# Feliks Antoniak
Feliks Piotr Antoniak (ur. 9 maja 1888 w Krakowie, zm. 13 marca 1974 w Chorzowie) – polski rzeźbiarz, narciarz wysokogórski.

## Życiorys
W 1903 rozpoczął naukę w klasie rzeźby figuralnej Szkoły Przemysłu Drzewnego w Zakopanem, dwa lata później dyrektor szkoły Stanisław Barabasz namówił Feliksa Antoniaka i innych uczniów szkoły do jazdy na samodzielnie sporządzonych nartach. W 1906 zaczął uczestniczyć w wycieczkach narciarskich, poza nim brali w nich udział m.in. Mariusz Zaruski, Stanisław Zdyb, Józef Lesiecki i Mieczysław Karłowicz. Już rok później został pomocnikiem instruktora na kursie narciarskim, który był prowadzony przez Mariusza Zaruskiego, dzięki temu został jednym z pierwszych członków Zakopiańskiego Oddziału Narciarzy Towarzystwa Tatrzańskiego (późniejsza Sekcja Narciarska Polskiego Towarzystwa Tatrzańskiego).
Do osiągnięć Feliksa Antoniaka należy zaliczyć przejście zimą 1907 do Morskiego Oka przez Zawrat i Świstówkę (razem ze Stanisławem Zdybem) oraz w styczniu 1908 wejście na Świnicę. W lutym 1908 uczestniczył w wejściu na Żółtą Turnię, Skrajną Turnię i Pośrednią Turnię, a miesiąc później przeszedł przez Czerwone Wierchy, był uznawany wówczas za jednego z czołowych polskich narciarzy. W tym samym roku ukończył naukę w zakopiańskiej szkole i wyjechał kontynuować naukę w Wiedniu, należał do Akademickiego Ski-Verein i w wolnym czasie uprawiał narciarstwo alpejskie. Od 1913 przebywał w Paryżu, gdzie uczył się w École des beaux-arts.
W 1914 po wybuchu I wojny światowej zgłosił się ochotniczo do armii francuskiej i służył w niej do 1919, a następnie powrócił do Polski. Przebywając we Francji, wysyłał swoje prace na wystawy organizowane w Pałacu Sztuki w Krakowie oraz w warszawskim Towarzystwie Zachęty Sztuk Pięknych. Ilustracje jego autorstwa były publikowane w licznych czasopismach ukazujących się na ziemiach polskich. Od 1925 był zatrudniony w Polskich Kopalniach Skarbowych na Śląsku, po II wojnie światowej kontynuował pracę w tej branży na Śląsku. Po roku 1945 zaangażował się też w rozpowszechnianie i organizowanie turystyki narciarskiej w Beskidach i Tatrach.
W 1960 został członkiem honorowym Sekcji Narciarskiej Polskiego Towarzystwa Tatrzańskiego. Po przejściu na emeryturę wolny czas poświęcił rzeźbie, wystawiał swoje prace na wielu wystawach zbiorowych, a od 1965 do 1967 uczestniczył w wystawach organizowanych przez katowicki oddział Związku Polskich Artystów Plastyków. Od 1961 mieszkał w Chorzowie i tam zmarł w 1974. Wspomnienia Feliksa Antoniaka ukazywały się od 1965 do 1967 na łamach czasopisma „Tempo”.
Feliks Antoniak uprawiał rzeźbę w drewnie i kamieniu, tworzył zarówno rzeźby sakralne, jak i o tematyce świeckiej.